# Eric Marr
Eric Marr (* 1975 in Leipzig, DDR) ist ein deutscher Fernsehmoderator und -journalist.

## Leben
Marr wuchs in Sachsen und Thüringen auf. Er schloss seine schulische Laufbahn mit dem Abitur in Zella-Mehlis ab. Es folgte ein Studium der Rechtswissenschaften in seiner Heimatstadt Leipzig. Nebenbei war er als freier Mitarbeiter beim ZDF tätig und machte sein Volontariat im ZDF-Landesstudio Schwerin. In diese Zeit fiel auch sein erstes juristisches Staatsexamen. Außerdem sammelte er weitere journalistische Erfahrungen bei der Zeitung Thüringer Allgemeine.
Seit Mai 2002 gehört Marr zur heute-Redaktion des ZDF.

## Moderationen und Reportertätigkeit
Marr war für das ZDF ein Vierteljahr während der Olympischen Sommerspiele 2008 in Peking im dortigen ZDF-Studio tätig. Von 2011 bis 2015 moderierte Marr im Wechsel mit Yasmin Parvis und Jessica Zahedi die interaktive Fernsehsendung heute plus. Seit Juli 2015 ist er Moderator des crossmedialen Kurznachrichtenformats heute Xpress.
Im Sommer 2017 war er als Korrespondent im ZDF-Studio Peking tätig und hat dort über China, Japan und den Nordkorea-Konflikt berichtet.